# Hardee's
Hardee's è una catena di Fast food statunitense di proprietà del gruppo CKE Restaurants dal 1997.

## Storia
L'azienda è stata fondata dall'imprenditore Wilbur Hardee negli anni '60, periodo in cui le catene di fast food vivevano un momento d'oro. La catena infatti ebbe una crescita molto veloce e già quindici anni dopo si contavano diverse centinaia di ristoranti; l'espansione continuò fino ad un apice di oltre 4.000 locali.
Proprio a causa del suo grande successo passò per le mani di diversi proprietari che agirono a volte da corporate raider fino al 1997 quando fu acquistata dalla CKE Restaurants di Carl Karcher, fondatore e proprietario di Carl's Jr., all'epoca la quantità di ristoranti si era già quasi dimezzata. La nuova proprietà ha reso i menù di Hardee's simili a quelli della propria catena (molti ristoranti oltre al menu furono interamente convertiti in Carl's Jr.) e due anni dopo l'acquisto il logo storico è stato sostituito da un logo gemello a quello della società acquirente.

## Diffusione
Hardee's dispone di quasi 2.000 ristoranti negli USA, con l'eccezione del New England, New York, New Jersey e Distretto di Columbia. La catena è nota soprattutto per essere presente in piccoli centri urbani spesso ignorati da quelle più grandi. A partire dal 2010 ha iniziato ad espandersi aprendo locali in Medio Oriente.

## Sponsor
L'azienda è stata sponsor del circuito NASCAR, anche nel film Giorni di tuono ambientato proprio nella medesima serie automobilistica è presente il logo della catena.